# Tomba TT81
| i | A2 | n · n | i |

| i | A2 | n · n | i |

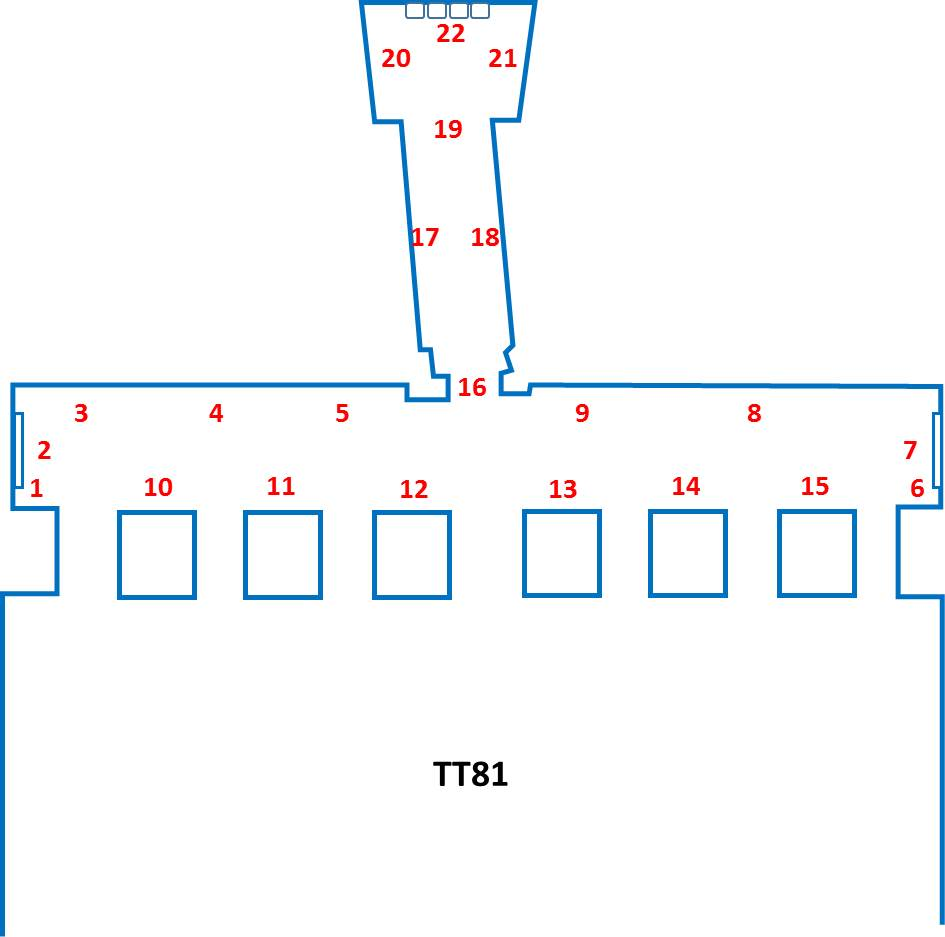
Planta de la TT81

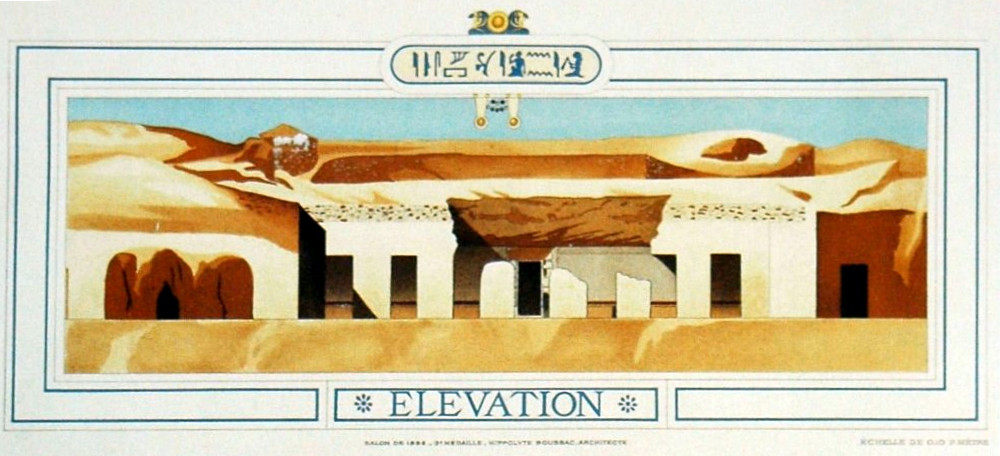
Reconstrucció virtual del frontal de la tomba per H. Boussac (1896)

La tomba tebana TT81 es troba a Sheikh Abd el-Gurnah, dins la necròpoli tebana, a la riba oest del Nil, enfront de Luxor, a Egipte. És l'enterrament del funcionari de l'Antic Egipte, Ineni, supervisor del graner i arquitecte de Tutmosis I, i de la seua família.

## Tomba
Ineni està representat a la tomba amb el seu pare, també anomenat Ineni, i la seua mare Sitdyehuty. La seua esposa és Ahhotep, anomenada Thuiu. També apareix un germà del difunt, anomenat Pahery, en una inscripció del corredor del santuari, on hi ha quatre estàtues que representen Ineni, la seua esposa i sos pares.
La tomba d'Ineni la va excavar a la fi del segle xix Hippolyte Boussac. Tallada en la roca, té una planta asimètrica, un poc diferent a la 'T' invertida típica dels hipogeus de l'època. Això feu sospitar a l'egiptòleg que més l'ha estudiat a la fi del segle xx, Eberhard Dziobek, que es devia tractar d'un enterrament del Regne Mitjà, reutilitzat. S'hi entra per un pòrtic de sis pilars quadrats que ens condueix a una gran sala rectangular, i després de travessar-la s'arriba a un passadís que duu al santuari amb les quatre estàtues.
Forma part del grup més antic de tombes de l'època de Tutmosis III que es decoraren amb un fons blau. Podria ser una imitació dels esquemes de color propers a les tombes de l'Imperi Mitjà. La tomba conté una inscripció relacionada amb el paper de Hatxepsut com a regent en relació amb el seu fillastre Tutmosis III. La inscripció esmenta com el rei Tutmosis II havia "anat al cel, i s'havia barrejat amb els déus" i que el seu fill Tutmosis III "s'ha mantingut al seu lloc com a Rei de les Dues Terres, mentre que Hatxepsut ha gestionat els afers de les Dues Terres".

## Decoració
La tomba conserva una part de la decoració; n'hi ha moltes llacunes, però se'n conserven còpies fetes per Nina i Norman de Garis Davies. La part posterior dels pilars conté algunes escenes: 
- El pilar més al sud té escenes de caça, i Ineni hi és representat en acció (la seua figura està prou danyada) amb un arc, caçant amb gossos i una hiena femella ferida per una fletxa.
- El segon pilar mostra Ineni en un hort i jardí.[4]
- El tercer pilar mostra Ineni segut davant unes ofrenes amb cistells de raïm, pa, carn, gerros de vi, etc.
- El quart pilar mostra escenes semblants, però la decoració està molt danyada.
- El cinquè pilar mostra Ineni al camp, sembrant i llaurant.
- El sisé i darrer pilar al nord mostra la collita. El gra s'amuntega, els bous trillen el gra i el blat es trasllada.

La galeria mostra Ineni amb la seua gent i conté dues esteles amb un text autobiogràfic. Ineni hi apareix amb els seus assistents fent inspeccions. Una escena mostra el control del tresor d'Amon i el seu registre amb la distribució d'una llista de temples. En una altra escena, Ineni hi apareix fent més inspeccions. També figura el transport de productes al temple d'Amon. Ineni és representat amb la seua esposa mentre pesca i caça, amb hipopòtams, ocells i peixos.
El corredor a la cambra interior representa Ineni davant els déus i els ritus que es feien davant les estàtues d'Ineni. El germà d'Ineni, Pahery, hi apareix amb ofrenes a Ineni i a la seua esposa. Una altra escena mostra una peregrinació a Abidos, un sarcòfag arrossegat per bous i un ritu fúnebre.
La cambra interior és decorada amb escenes d'Ineni i la seua família rebent ofrenes. La sala acaba amb un grup de quatre estàtues, que representen Ineni, la seua esposa Thuau, son pare i sa mare.

## Galeria

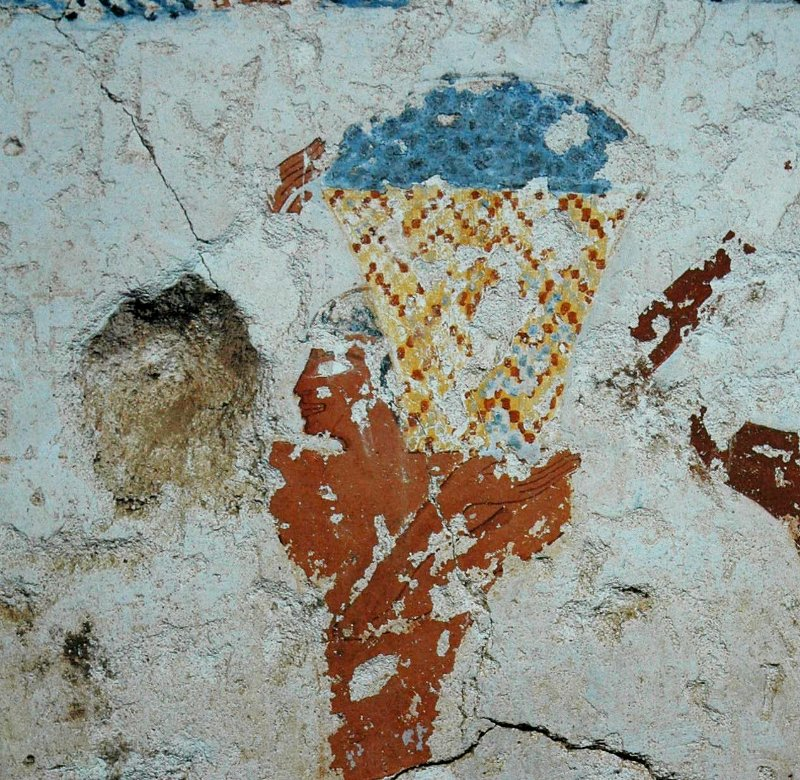
Cistell de raïm de laverema
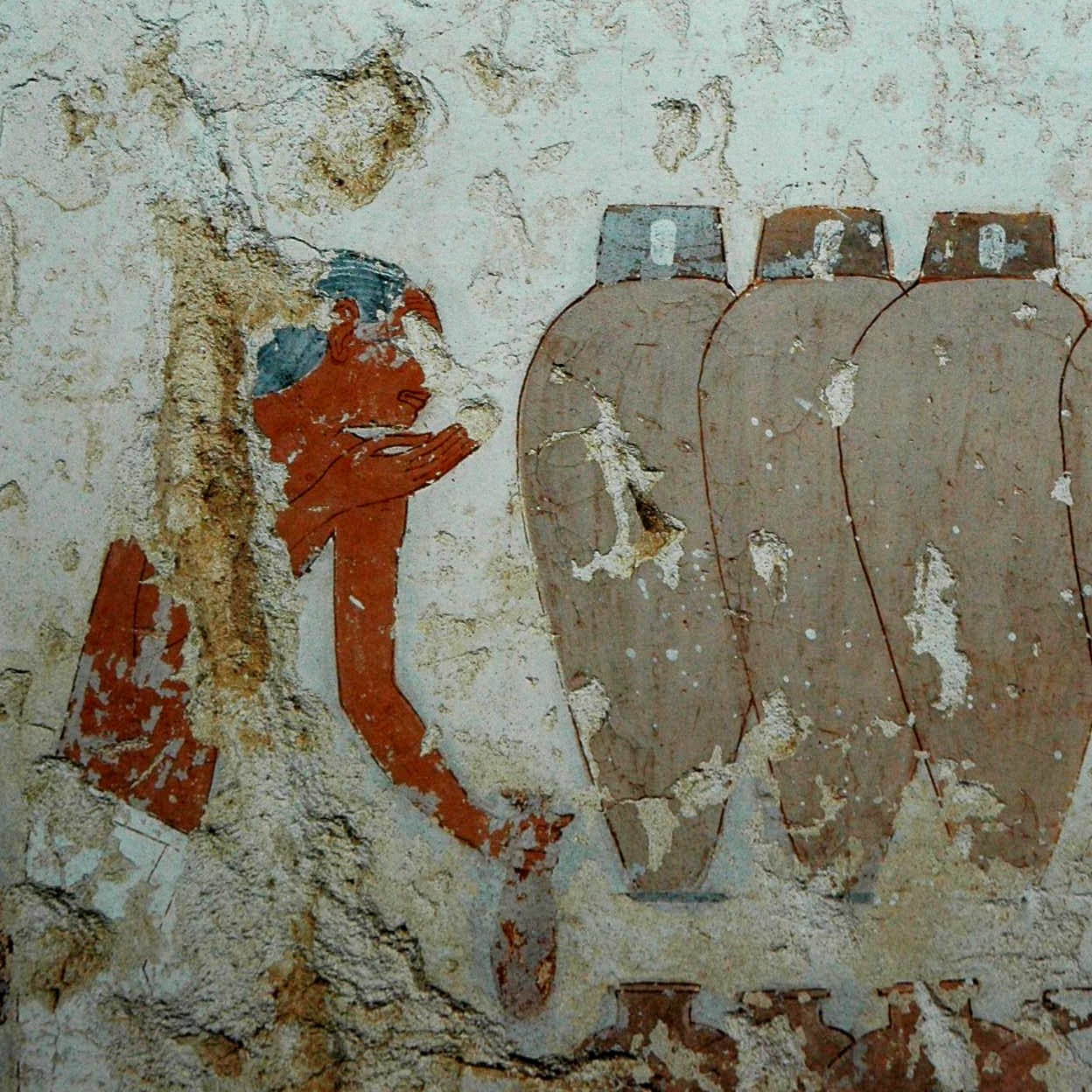
Recipients per al vi
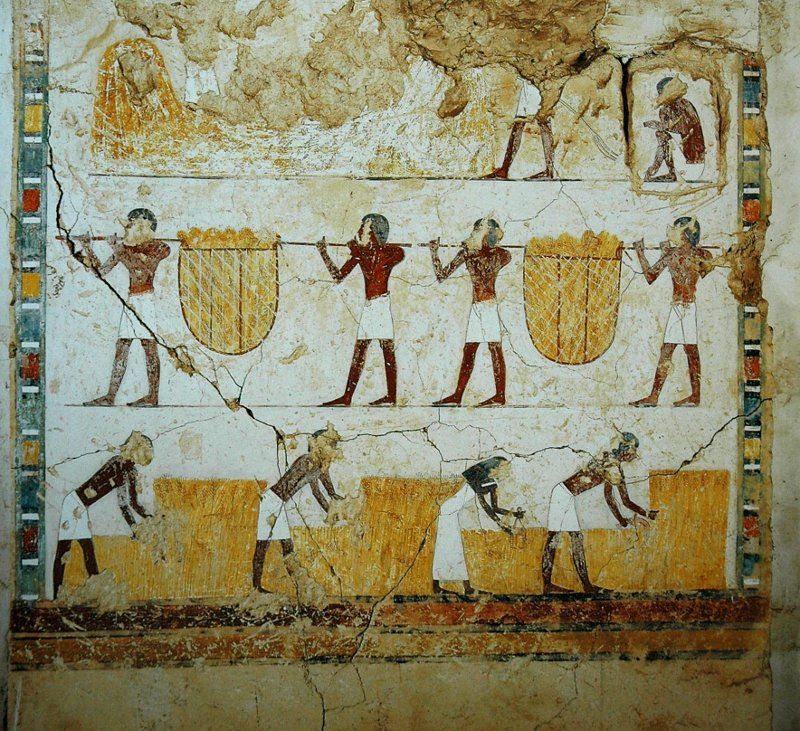
Sega
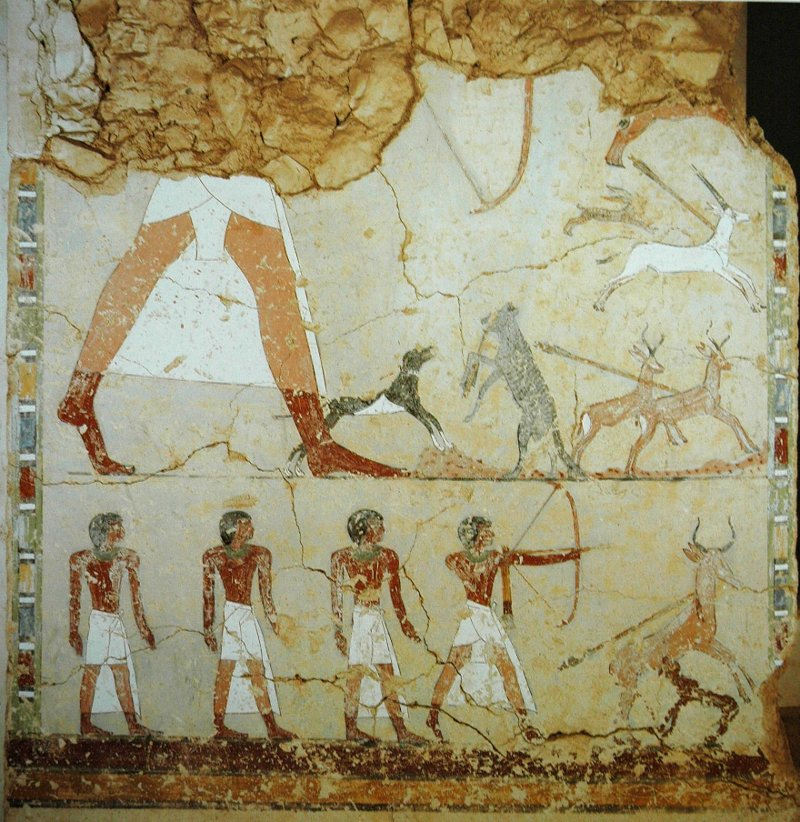
Caça
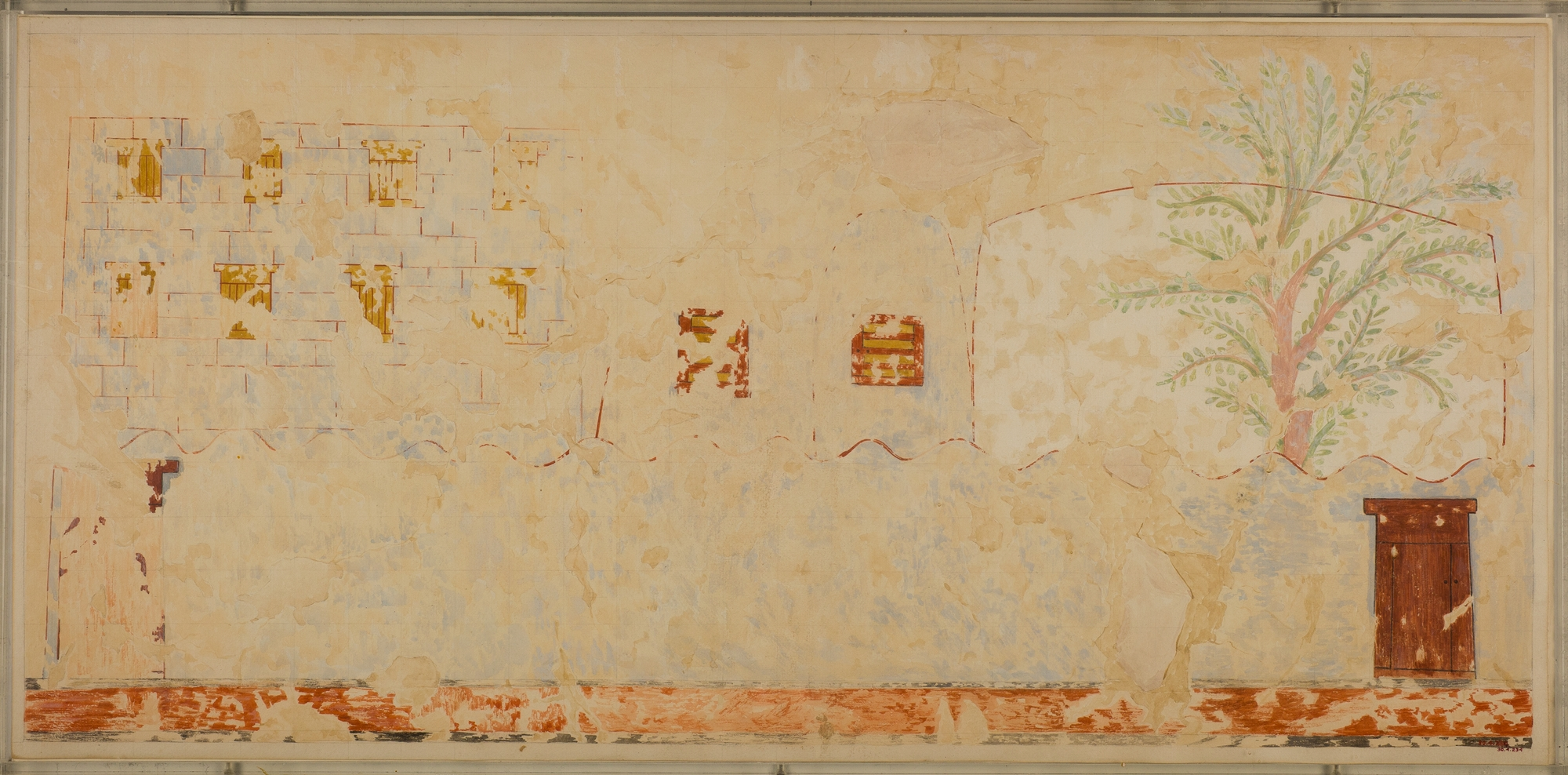
Casa amb magatzem (N. de Garis Davies)